# Olof Dackenberg
Olof Gunnar Dackenberg, ursprungligen Johansson, född 23 september 1923 i Skellefteå stadsförsamling i Västerbottens län, död 25 november 2015 i Umeå stadsförsamling i Västerbottens län, var en svensk militär.

## Biografi
Dackenberg avlade officersexamen vid Krigsskolan 1946 och utnämndes samma år till fänrik vid Västerbottens regemente, där han befordrades till löjtnant 1948 och kapten 1959. Han befordrades till major 1964, varefter han var chef för Arméns jägarskola 1965–1966. År 1966 befordrades han till överstelöjtnant, varpå han var lärare vid Militärhögskolan 1966–1969, var utbildningsofficer vid Krigsskolan 1970–1971 och tjänstgjorde vid Norrbottens regemente 1972–1973. År 1973 befordrades han till överste, varefter han var befälhavare för Kalix försvarsområde 1973–1976 och försvarsattaché vid ambassaden i Bryssel 1976–1980. Åren 1980–1981 var han ställföreträdande befälhavare för Västerbottens försvarsområde tillika ställföreträdande chef för Västerbottens regemente. År 1981 befordrades Dackenberg till överste av första graden, varpå han var befälhavare för Västerbottens försvarsområde och chef för Västerbottens regemente 1981–1983.
Olof Dackenberg var son till köpmannen Karl Edvin Johansson och Signe Bäckström. Han gifte sig 1948 med Astrid Stenbom (1922–2014). Makarna Dackenberg är begravda på Västra kyrkogården i Umeå.

### Utmärkelser
- Riddare av första klass av Svärdsorden, 1965.[7]